# Die Spieler (Gogol)
Die Spieler, auch Der große Betrug (russisch Игроки, Igroki), ist eine Komödie  des russischen Schriftstellers Nikolai Gogol, die 1842 publiziert und am 5. Februar 1843 im Moskauer Maly-Theater mit Michail Schtschepkin als Uteschitelny und Prow Sadowskials als Samuchryschkin uraufgeführt wurde.

## Handlung
In der russischen Provinz steigt der Spieler Icharew in einem Wirtshaus ab, erkundigt sich beim Kellner nach den Gästen und erfährt, dass sich die Spieler Uteschitelny, Schwochnew und Krugel, ein deutschstämmiger Oberst, einquartiert haben.
Drei Wochen vor diesem Gespräch mit dem Kellner hatte der Falschspieler Icharew einen höheren Offizier um 80 000 Rubel erleichtert. Icharew freundet sich mit den drei anderen Spielern an und führt ihnen sein Kartenkunststück, das Spiel Adelaida Iwanowna, wie er es nennt, vor. Die „Kollegen“ von der Zunft sind beeindruckt. Icharew erkennt jede Karte in den Händen seiner Gegenspieler an der Rückseite seiner im Koffer mitgeführten Spielkartensätze. Ein brauchbarer Partner, so finden die erstaunten anderen Falschspieler. Es fehlt den vier Betrügern nur noch ein zu übertölpelndes begütertes Opfer. Das wird in dem bejahrten Gutsbesitzer Michal Glow gefunden. Der hat seine Besitzungen für 200 000 Rubel verpfändet. Das Amt beeilt sich nicht mit der Auszahlung des Bargeldes. Der erfahrene Glow spielt nicht mit, sondern reist ab und bevollmächtigt seinen 22-jährigen Sohn Alexander, einen angehenden Husaren, mit der Weiterführung der Geschäfte vor Ort. Die vier nehmen Alexander Glow in einer Partie 200 000 Rubel ab. Da Alexander zahlungsunfähig ist, stellt er einen Wechsel aus. Wie kann an das Bargeld herangekommen werden? Uteschitelny besticht den Beamten Samuchryschkin. Uteschitelny, Schwochnew und Krugel geben ein dringliches Geschäft in Nischnij vor und überlassen Icharew Alexander Glows Wechsel für 80 000 Rubel in bar.
Als die drei abgereist sind und Icharew die 200 000 Rubel Spielschulden eintreiben will, wird er von Alexander Glow ins Bild gesetzt. Michal Glow heißt eigentlich Iwan Krynizyn und ist Mitglied einer Falschspielerbande, der Uteschitelny, Schwochnew, Krugel und auch Alexander Glow angehören. Der Beamte Samuchryschkin gehört überdies auch zu der Bande und heißt Mursafeikin. Icharew will klagen. Vor Gericht ziehen geht nicht, so wird er belehrt, denn Icharew hat gemeinsam mit den drei Abgereisten gegen ihn falsch gespielt. Ernüchtert resümiert der Verlierer: „… neben dir befindet sich stets ein Gauner, der dich noch übergaunert.“ 

## Adaptionen

### Film
- 1950, Die Spieler – Fernsehfilm von Claude Parma mit Louis de Funès,
- 1954, Die Spieler – Fernsehfilm von Ludwig Berger mit Werner Dahms,
- 1963, Die Spieler – Fernsehfilm von Walter Henn mit Hans Korte,
- 1978, Die Spieler – Fernsehfilm von Roman Wiktjuk mit Alexander Kaljagin als Icharew,
- 1992, Die Spieler 21 – Stück für das Fernsehen von Sergei Jurski,
- 2005, Die Spieler – nach einem Stück von Oleg Menschikow,
- 2007, Das russische Spiel – Film von Pawel Tschuchrai.

### Oper
- Die Spieler op. 63 – Opernfragment von Dmitri Schostakowitsch aus den Jahren 1941/42. Bearbeiter Krzysztof Meyer. Premiere Moskau 18. September 1978, erneut bearbeitet: Oper Wuppertal, 12. Juni 1983.

## Rezeption in der bildenden Kunst
- Anatoli Lwowitsch Kaplan: Mehrere Büsten von Protagonisten des Stücks (1980, Irdenware, Terrakotta; Kunstgewerbemuseum Dresden)[1]

## Verwendete Ausgabe
- Die Spieler. Deutsch von Johannes von Guenther. S. 221–275 in Johannes von Guenther (Hrsg.): Nikolai Gogol: Gesammelte Werke. Band V.  Aufbau-Verlag, Berlin 1952